# Simon Phillips
Simon Phillips, angleški bobnar, studijski glasbenik in producent, * 6. februar 1957, London, Združeno kraljestvo.
Simon Phillips je angleški jazz, pop in rock bobnar in producent. Najbolj je znan po svojem 22-letnem sodelovanju v skupini Toto.
Phillips je začel profesionalno igrati v starosti 12. let v očetovi Dixieland zasedbi, kjer je igral štiri leta. Leta 1976 je Phillips igral na albumu v živo s Philom Manzanero in Brianom Eno. Poleg tega je Phillips tudi studijski glasbenik in je sodeloval s številnimi izvajalci kot so Jeff Beck, The Who, Judas Priest, Tears for Fears, Mike Oldfield in Gary Moore. Leta 1989 je kot bobnar sodeloval s skupino The Who na njihovi turneji »American reunion tour«. Phillips je tudi izdal 4 solo albume. Leta 1992 se je Phillips pridružil skupini Toto po smrti originalnega bobnarja skupine, Jeffa Porcara. 26. januarja 2014 je Phillips zapustil skupino Toto, da bi se lahko posvetil svoji karieri.
Leta 2003 je bil sprejet v Modern Drummer Hall of Fame.

## Kariera
Phillips je začel profesionalno igrati bobne v starosti 12. let v očetovi dixieland zasedbi, kjer je igral štiri leta. Kasneje je dobil možnost igranja v muzikalu »Jesus Christ Superstar«. Kmalu je Phillips postal studijski glasbenik. V 80. letih se je Phillips uveljavil kot studijski glasbenik. Leta 1984 je bobnar skupine Queen Roger Taylor v intervjuju dejal, da moraš biti v teh dneh dober kot Simon Phillips, če hočeš kot bobnar uspeti.
Leta 1976 je Phillips posnel album Live s Philom Manzanero in Brianom Eno. Leta 1977 je zamenjal bobnarja skupine Judas Priest Alana Moora in je s skupino posnel album Sin After Sin, leta 1980 je snemal debitantski album Michaela Schenkerja The Michael Schenker Group.
Phillips je v svoji karieri sodeloval in snemal s številnimi izvajalci kot so Big Jim Sullivan, Pete Townshend, Big Country, Toto, Steve Lukather and Los Lobotomys, Jeff Beck, Whitesnake, Jack Bruce, David Gilmour, Frank Zappa, Brian Eno, Duncan Browne, Toyah, Mike Oldfield, Jon Anderson, Bonnie Tyler, Trevor Rabin, Gary Moore, 10cc, Mick Jagger, PhD, Joe Satriani, Russ Ballard, Mike Rutherford, Phil Manzanera, John Wetton, Juan Martin, Asia, Stanley Clarke, Jimmy Earl, Derek Sherinian, Nik Kershaw, Gordon Giltrap, Camel, Jordan Rudess in Tears For Fears.
Leta 1989 je bobnal s skupino The Who na njihovi turneji »American reunion tour«, sodeloval pa je tudi z Rogerjem Daltreyjem in Petom Townshendom.
Phillips je igral, produciral in zmiksal pet albumov Dereka Sheriniana – Insertia (2001), Black Utopia (2003), Mythology (2004), Blood of the Snake (2006) in Oceana (2011). Prav tako je produciral in zmiksal dva albuma Mika Oldfielda. Leta 1983 je sodeloval skupaj z Jeffom Beckom, Jimmyjem Pagem, Ericom Claptonom, Stevom Winwoodom in drugimi na videu koncerta A.R.M.S. za Ronnieja Laneja. V začetku 80. let je Phillips skupaj z Mojem Fosterjem in Rayem Russllom ustanovil skupino RMS.
Izdal je štiri studijske albume različnih stilov.
Leta 2006 je Phillips izdal DVD »Resolution« s svojo jazz zasedbo »Vantage Point« skupaj s pianistom Jeffom Babkom, trobentačem Waltom Fowlerjem, saksofonistom Brandonom Fieldsom in basistom Alphonsom Johnsonom.
Leta 2015 je Phillips na podelitvi 14. Independent Music Awards zmagal v kategoriji »Jazzovski instrumentalni album« za »Protocol II«.

## Toto
Leta 1992 je bil Phillips naprošen, da nadomesti Jeffa Porcara, ki je umrl pred turnejo »Kingdom of Desire«. Steve Lukather je dejal, da bo šel na turnejo, le če bo namesto Porcara bobnal Phillips. Po turneji je Phillips postal polnopravni član skupine Toto.
Phillipsa, ki so ga ostali člani imenovali "Si-Phi" ali "Si", je kmalu postal tehnični guru skupine. Kot tak je opravil inženirsko delo na albumih Through the Looking Glass, Falling in Between, Livefields in 25th Anniversary - Live in Amsterdam.
Po prekinitvi delovanja skupine 15. julija 2008, so se člani skupine Toto 27. februarja 2010 ponovno združili za turnejo v podporo bas kitaristu skupine Miku Porcaru, ki je zbolel za boleznijo ALS. Turnejo je skupina zaključila leta 2011 skupaj z izdanim DVD-jem posnetka koncerta v Villafranci di Veroni. V letih 2012 in 2013 je Phillips skupaj s skupino igral na turneji. Po koncu turneje se je skupina odločila, da bodo na DVD-ju izdali posnetek koncerta iz Lodža na Poljskem.
26. januarja 2014 je Phillips zapustil skupino Toto, da bi se lahko posvetil svoji karieri. Zamenjal ga je Keith Carlock, ki ga je kasneje nadomestil Shannon Forrest, ki trenutno nastopa s skupino.

## Ostali projekti
Leta 2009 je skupaj s klaviaturistom Phillippom Saissejem in basistom Pinom Palladinom ustanovil instrumentalni jazz/funk rock trio »Phillips Saisse Palladino« oz. »PSP«, ki je od leta 2009 do 2010 koncertirala po Evropi. Phillips je tudi sodeloval na albumu Joeja Satrianija Super Colossal. Phillips se je tudi pojavil v učni video seriji Art & Science of Sound Recording Alana Parsonsa. Sodeloval je tudi pri snemanju albuma skupine »Michael Schenker Group« In the Midst of Beauty, s skupino pa je nato odšel na turnejo. Sodeloval je tudi pri albumu Hiromi Uehara Voice, kasneje pa je z njo tudi odšel na turnejo.

## Vplivi
Phillips kot svoje vzornike omenja Buddyja Richa, Billyja Cobhama, Steva Gadda, Iana Paiceja, Tommyja Aldridgeja in Bernarda Purdieja.

## Diskografija
Solo albumi
- Protocol (1988)
- Force Majeure (1992)
- Symbiosis (1995)
- Another Lifetime (1997)
- Out of the Blue (1999)
- Vantage Point (2000)
- Protocol II (2013)
- Protocol III (2015)

801
- Listen Now (1976)
- 801 Live (1976)

The Best
- Live in Japan (1990)

Jack Bruce Band
- How's Tricks (1977)

Judas Priest
- Sin After Sin (1977)

Jon Anderson
- Song of Seven (1980)
- Animation (1982)

Jeff Beck
- There and Back (1980)

Mike Rutherford
- Smallcreep's Day (1980)

Michael Schenker Group
- The Michael Schenker Group (1980)
- In the Midst of Beauty (2008)
- The 30th Anniversary Concert – Live in Tokyo (2010)
- Temple of Rock (2011)

Maxus
- Maxus  (1981)

PhD
- PhD (1981)
- Is It Safe? (1983)
- Three (2009)

Trevor Rabin
- Wolf (1981)

Toyah
- The Changeling (1982)
- Warrior Rock: Toyah on Tour (1982)

Mike Oldfield
- Crises (1983)
- Discovery (1984)
- Islands (1987)
- Heaven's Open (1991)

Russ Ballard
- Russ Ballard (1984)

Nik Kershaw
- Radio Musicola (1986)

Tears for Fears
- The Seeds of Love (1989)

The Who
- The Iron Man: The Musical by Pete Townshend (1989)
- Join Together (1990)
- Thirty Years of Maximum R&B (1994)
- Greatest Hits Live (2010)

Big Country
- The Buffalo Skinners (1993)

Toto
- Absolutely Live (1993)
- Tambu (1995)
- Toto XX: 1977-1997 (1998)
- Mindfields (1999)
- Livefields (1999)
- Through the Looking Glass (2002)
- 25th Anniversary - Live in Amsterdam (2003)
- Falling in Between (2006)
- Falling in Between Live (2007)
- 35th Anniversary - Live in Poland (2014)

Derek Sherinian
- Inertia (2001)
- Black Utopia (2003)
- Mythology  (2004)
- Blood of the Snake (2006)
- Oceana (2011)

Hiromi, The Trio Project
- Voice (2011)
- Move (2012)
- Alive (2014)